# Geflammte Fahne

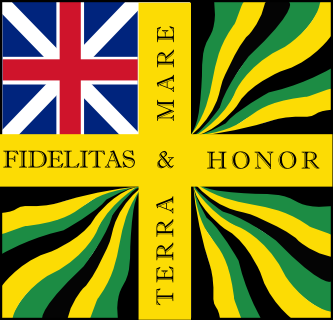
Geflammte Fahne des Regiments Charles-Daniel de Meuron (1738–1806)

Als geflammte Fahne wird in der Schweiz eine Flagge (im Schweizer Sprachgebrauch Fahne) bezeichnet, in deren Zentrum in der Regel ein Wappenschild steht, von dem aus die Flammen (gewellte Strahlen) in den Hauptfarben des Wappens nach aussen strahlen.

## Verwendung
Geflammte Fahnen wurden in der Schweiz verwendet, da eigentlich keine sich vom Wappen unterscheidende Fahne besteht, und so die Wappen als Fahnen gebraucht werden, im Gegensatz zu den meisten anderen Ländern. Dort waren häufig auch Adelswappen und Wappen mit Zier, Schildträgern und Motto in Gebrauch. Geflammte Fahnen gerieten ausser Verwendung und werden heute nur selten offiziell gebraucht. Als dekorative Fahnen werden sie weiterhin verwendet. Laut dem Präsidenten der Schweizerischen Gesellschaft für Fahnen- und Flaggenkunde, Emil Dreyer, wird mit dem Flammenmuster eine «traditionelle, geschichtsträchtige Haltung» ausgedrückt, es werde aber auch «von reaktionären, rückwärtsgewandten und ganz rechts beheimateten Gruppen bewusst politisch missbraucht».

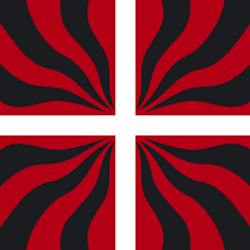
Militärfahne der Stadt und Republik Bern

Die bernische Militärfahne des Ancien Régimes, die oft neben oder anstelle der Kantonsfahne angetroffen wird, zeigt ein durchgehendes weisses Kreuz auf einem in den Livreefarben rot und schwarz geflammten Hintergrund. Diese Fahne wurde 1703 bei den bernischen Milizen Ordonnanzmaterial. Ihre Verwendung innerhalb des Militärs wurde mit dem Aufkommen der Schweizerfahne nach und nach eingeschränkt und schliesslich 1865 auch bei den letzten Einheiten der Landwehr eingestellt. Die Burgergemeinde Bern führt die geflammte Fahne als offizielles Banner.